# 行星保护

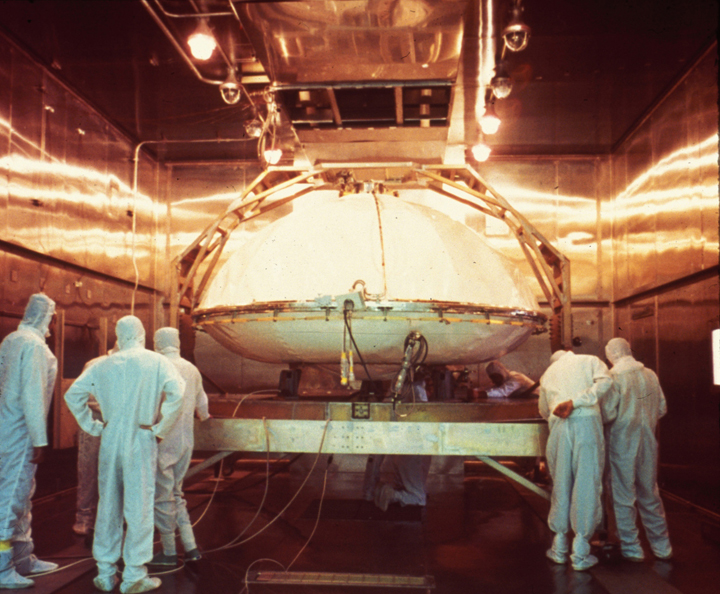
海盗号登陆器正在准备烘烤灭菌—这仍是当今行星保护的“通用标准”。

行星保护（Planetary protection）是设计星际任务的指导原则，旨在防止取样返回任务中目标天体和地球的生物污染。行星保护既反映了太空环境的未知性，也反映了科学界希望在对天体详细研究前保护其原始状态的愿望。
星际污染分为两种类型，前向污染或正向污染是将活有机体从地球转移到另一天体；反向污染或返回污染则是将外星生物（如果存在）带回地球生物圈。

## 历史
1956年，在罗马举行的国际宇航联合会第七届大会上，首次提出了潜在的月球和行星污染问题。
1958年，美国国家科学院 (NAS) 通过了一项决议，指出：“美国国家科学院敦促科学家们须非常谨慎和深度关注月球和行星研究的规划，以便在经关键科学实验后使初始操作不会降低标准，并在之后也永不会发生”。这导致建立了外星探索污染问题特设委员会 (CETEX) ，一年后该委员会建议对行星际飞船进行灭菌，并表示：“灭菌的需要只是暂时的。火星和可能的金星需要保持不受污染，直到载人飞船研究成为可能”。
1959 年，行星保护被转移到新成立的“空间研究委员会”（COSPAR）。 1964 年，空间研究委员会发布了第 26 号决议，重申：
寻找外星生命是太空研究的一项重要目标，在可预见的未来，火星可能是唯一能提供这种探索机会的地方。一旦该行星受到污染将会使这种搜寻变得更加困难，甚至可能永远无法获知真相。因此，在圆满完成这一任务前，应采取一切可行的步骤，确保火星不会受到生物污染。所有参与深空探测发射的政府都应合理安排航天器测试和灭菌技术使用方面的合作，以避免此类污染的发生。

外层空间条约签署国—包括所有目前和未来将开展航天探索的国家。通过签署条约，这些国家承诺了对行星保护的义务。
签署和批准
仅签约
未签约

1967年，美国、苏联和英国批准了《联合国外层空间条约》，行星保护的法律依据在于该条约第九条：
“第九条：...条约缔约国应致力于对包括月球和其他天体在内的外层空间进行研究和探索，并避免对它们的有害污染，以及因引入地外物质而对地球环境造成不利变化，必要时应为此目的采取适当措施...” 
该条约已在104个国家得到签署和批准，另有24个已签署但未批准。目前所有开展航天发射的国家都签署并批准了该条约。在有航天愿望的国家中，有些国家尚未批准：阿拉伯联合酋长国、叙利亚和朝鲜已签署但未获批。
《外层空间条约》得到了广泛一致的国际支持，加上它以联合国国民大会一致通过的1963年宣言为基础，已具有传统国际法的地位。因此，《外层空间条约》的条款对所有国家都有约束力，即使是那些既未签署也没批准的国家。
对于前向污染，需要诠释“有害污染”一词，两次法律审查对此条款有不同的解释（两次审查都是非正式的）。然而，目前公认的解释是，“应避免任何会对一个国家实验或项目造成损害的污染”。美国宇航局的政策明确规定，“不得对所调查的可能地外生命形式、前体和残留物产生危害”。

## 国际空间研委会的建议和分类
国际空间研究委员会（COSPAR）每两年召开一次有2000至3000名科学家出席的会议，其任务之一是根据《外层空间条约》第九条（详情见上文历史），制定避免行星际污染的建议。
其建议依据空间任务类型和所探索的天体，空间研究委员会将探测任务划分为五大类别：
- 第一类：前往与化学演化或生命起源没有直接关系的地点，如太阳或水星探测任务。无行星保护要求[16]。
- 第二类：前往对化学演化和生命起源有重要意义的地点，但航天器携带的污染影响调查的可能性很小，如月球、金星和彗星。仅需简单的文件，主要是概述预期或潜在的影响目标，以及任何意外撞击地点（如发生）的任务后汇报[16]。
- 第三类：飞越和环绕对化学演化或生命起源有重大意义的地点，并且污染极有可能会影响调查，如火星、木卫二、土卫二等，需要比第二类更多的文件。根据任务的不同，其他可能的要求包括轨道偏置、洁净室组装、生物负载降低。如果可能发生撞击，还需提供航天器上可能残留的有机物详细清单[16]。
- 第四类：到与第三类任务相同地点的着陆器或探测器任务，所采取的措施取决于目标天体和规划的运作。“对于进行生命探测实验的着陆器和漫游车，以及那些降落或移动到地球微生物可能存活和生长、或存在本土生命区域的着陆器和漫游车，可能需要对整艘航天器进行灭菌。对于其他着陆器和漫游车，则需要对着陆硬件进行清洁和部分灭菌”[17]。

第四类火星任务被进一步细分为：
- 第四类A：不搜寻火星生命的着陆器-采用海盗号着陆器预消毒要求，每艘航天器最多30万个孢子，每平方米不超过300个孢子。
- 第四类B：寻找火星生命的着陆器。增加了严格的额外要求，以防止样品受到污染。
- 第四类C：任何进入火星特殊区域（见下文）的组件必须经过消毒，至少达到海盗号标准灭菌后航天器上孢子总数不超过30个的生物残留水平。

- 第五类：进一步划分为非限制性和限制性取样返回任务。

- 非限制性第五类：根据科学判断没有本土生命形式的地点样本，无特殊要求。
- 限制性第五类：（在科学观点不确定的情况下）要求包括：绝对禁止返回时产生破坏性影响；限制所有返回硬件与目标体直接接触；限制将任何未灭菌样本带回地球。

对于第四类任务，允许有一定程度的生物残留。一般来说，这表示为“污染概率”，要求每次任务的前向污染概率小于万分之一，但在第四类火星任务中（上文），该标准转化为单位表面积的芽孢杆菌属孢子数，一种易于使用的测定方法。
第四类也需要更全面的文件。根据任务的不同，所需的其他程序可能包括轨道偏置、航天器组装和测试期间洁净室的使用、降低生物负载、对与目标体直接接触的硬件进行部分灭菌、硬件的生物屏蔽设置，以及在极少数情况下，对整艘航天器进行彻底的灭菌。
对限制性第五类任务，目前的建议是，未经消毒的样本不得带回。由于对返回样本灭菌会破坏它们的大部分科学价值，目前的提议涉及预防和检疫程序。有关的详细信息，请参阅下面的预防和检疫。第五类任务还必须满足第四类任务的要求，以保护目标体免受前向污染。

### 火星特殊区域
“特殊区域”是空间研究委员会划分的一种区域，在那里，地球生物极易繁殖，或被认为存在火星生命形式的可能性很高。根据目前对生命需求的理解，这被认为适用于火星上出现或偶尔出现液态水的任何区域。
如果硬着陆有可能对某一特殊区域造成生物污染，那么整艘着陆器系统则必须按照空间研究委员会规定的第四类C标准进行消毒。

## 目标天体分类
有些目标很容易分类，其他的则由空间研究委员会划分为临时类别，以待将来的发现和研究。
2009年空间研究委员会关于外行星卫星和太阳系小型天体行星保护研讨会对此作了详细介绍。这些评估大多来自该报告，包含了一些进一步的改进。本次研讨会还对一些分类给出了更精确的定义：

### 第一类
“对化学进化过程或生命起源的理解没有直接意义”。
- 木卫一、太阳、水星、未分化变质的小行星。

### 第二类
…在那里，航天器所携带污染危及未来探索的可能微乎其微。在此情况下，我们将“微乎其微的机率”定义为“缺乏生态位（地球微生物可以繁殖的地方）和/或转移到这些地方的可能性极低”
- 木卫四、彗星、P、D和C类小行星、金星[25]、大小不足冥王星一半的柯伊伯带天体（KBO）。

### 临时第二类
- 木卫三、土卫六、海卫一、冥王星-卡戎系统和其他大型柯伊伯带天体（尺寸大于冥王星的一半）[26]、谷神星。

这些天体暂时被划归进第二类，但还需更多的研究，因为冥王星和卡戎的相互潮汐作用使地表下维持一些储水层的可能性很小，类似的考虑也适用于其他较大的柯伊伯带天体。 
目前对海卫一的了解还不够充分，不能说它肯定没有液态水。迄今为止唯一的近距离观察是旅行者2号。
在对土卫六的详细讨论中，科学家们得出结论，除短期添加的微不足道的有机物外，土卫六表面没有污染的危险，但土卫六可能有与表面连通的地下水库，如果这样，就可能会被污染。
就木卫三而言，鉴于它表面所显示出普遍重塑的迹象，是否与地下海洋存在任何联系？他们没有发现发生这种情况的已知机制，伽利略号探测器也没有发现冰火山活动的证据。最初，他们将其分配为优先级B-，这意味着在进行任何地面探测任务前需要先行任务来评估其类别。但经进一步讨论后，他们暂时将其归为第二类，因此，根据未来的研究，不需要前期任务。
如果木卫三或土卫六上存在冰火山活动，地下储水层则被认为位于地表下50-150公里处。目前尚无法找到一种可将地表融化的水穿过50公里厚冰层流回到海底的作用过程。这就是为何木卫三和土卫六都一直被牢牢划入临时II类，等待未来进一步研究的原因。
显示最近表面重塑迹象的冰天体需要进一步讨论，并可能需要根据未来的研究划分到新的类别。例如，这种方法已应用于谷神星任务。在谷神星轨道器（黎明号）任务期间，行星保护分类将依据发现的结果重新审视。

### 第三类/第四类
“…在那里，航天器携带的污染极有可能危及未来的探索”，我们将“极有可能” 定义为“存在生态位（陆地微生物可以繁殖的地方）以及迁移到这些地方的可能”。
- 火星可能存在地表栖息地。
- 木卫二由于它的地下海洋。
- 土卫二有水喷柱的证据。

### 第五类
非限制性第五类：“根据科学观点，从没有本土生命形式的天体返回地球的任务”。
限制性第五类：“从科学观点认为对化学进化过程或生命起源具有重要意义的天体返回地球的任务”。
在取样返回的第五类中，到目前为止的结论为：
- 非限制性第五类：金星、月球。
- 限制性第五类：火星、木卫二、土卫二。

## 科尔曼-萨根方程
现行法规的目的是将微生物数量保持在足够低的水平，以便火星（和其他目标）受到污染的可能性可接受，使污染概率为零并非目标。
目的是使每次飞行任务的污染概率保持在万分之一，这一数字通常是通过将航天器上的微生物数量、在目标天体上的生长概率和一系列生物降载因素相乘获得的。
科尔曼-萨根方程对该方法作了详细说明。
{\displaystyle P_{c}=N_{0}RP_{S}P_{t}P_{R}P_{g}}.
在此 
{\displaystyle N_{0}} = 航天器上最初的微生物数量
{\displaystyle R} = 因航天器发射前后环境变化产生的下降率
{\displaystyle P_{S}} = 航天器上的微生物抵达行星表面的概率
{\displaystyle P_{t}} = 航天器撞击行星的概率—着陆器为1
{\displaystyle P_{R}} = 微生物在地面释放到环境中的概率，坠落通常设置为1。
{\displaystyle P_{g}} = 繁殖概率，对于含有液态水的天体，为便于计算，将其设置为1。
最后，必须达到的要求是 {\displaystyle P_{c}<10^{-4}}
{\displaystyle 10^{-4}}是萨根等人选择的一个数字，有点随意。萨根和科尔曼假设，在彻底了解火星的地外生物前，将需要进行约60次火星表面任务，其中54次成功，另有30次的飞越或轨道环绕，选择这一数字是为了在探索期间至少保持火星99.9%的无污染率。

### 评论
科尔曼-萨根方程受到了批评，因为通常并不清楚单个参数精确或大致的取值范围，例如，目前尚不了解木卫二表面冰层的厚度，有些地方可能很薄，这可能会导致方程结果的高度不确定。它还因为内含的有限保护期和未来人类探索假定而受到批评，就木卫二而言，这只能在探测期间以合理的概率保护它。
格林伯格提出了另一种代替标准，即使用自然发生的污染概率—人类探索木卫二任务所造成的污染可能不应高于地球陨石对该星球的污染概率。
只要人类传染地球微生物到其他星球的可能大大低于自然发生的污染概率，在我们看来，探索活动就不会造成伤害，这一概念被称为自然污染标准。
针对木卫二的另一种方法是使用二元决策树，这是空间研究委员会主持下的“行星保护委员会专用于外太阳系冰天体的标准”。它需要经过七大步骤一系列的抉择，最终决定任务是否继续执行。
建议：实现行星保护的方法不应依赖生物负载估计和概率的乘积来计算地球生物污染太阳系天体的可能性，除非科学数据明确定义了数值范围、统计变量以及方程涉及的每种相互独立的因素。

建议：对太阳系冰卫星探索任务，实现行星保护的方法应采用二元决策步骤，一次考虑一种因素，以确定所使用的恰当保护级别。

## 限制性第五类样本返回的预防和检疫
在限制性第五类任务中，通过将样本和宇航员隔离在生物安全4级设施中来保护地球环境。在火星样本返回的情况下，任务将设计为确保与火星表面有过接触的太空舱任何部分都不会暴露在地球环境中。一种方法是在太空真空中将样本容器封装在来自地球的更大外部容器中，所有密封件的完整性都至关重要，并且还必须对系统进行监控，以防返地期间微陨石损伤的可能性。
欧洲航天基金会报告的建议是
“除非经过消毒，否则任何未被封装的火星物质，包括暴露在火星环境中的航天器表面，不应返回地球”。

...“对于收回到地球的样本，生命检测和生物危害测试程序，或经验证的灭菌过程，应作为分配样本任何部分绝对的先决条件”。
已被带回的非限制性第五类，在阿波罗计划期间，样本返回是按照《外星暴露法》进行监管，该法规在1991年被废止，因此需要制定新的法规。阿波罗时代的检疫程序令人关注，因为这是迄今为止唯一一次将样本带回地球的尝试。当时，人们认为，样本中含有外星生命的可能性极小。
样本和宇航员被隔离在月球物质回收和回归宇航员检疫实验所，所用方法按现代标准看尚不足以起到防范作用。此外，月球接收实验室根据自身的设计标准也被判定为失败，因为返回的样本不含有月球材料，在阿波罗11号返回任务中，在溅落处和设施本身有两处故障点。
然而，月球物质接收实验室的建成很快，从开始到结束仅用了两年时间，现在认为这段时间远远不够，从中吸取的经验教训可有助于以后设计所有火星样本返回接收设施。
美国国家研究理事会和欧洲航天基金会已为拟议的火星样本返回设施和返回任务制定了设计规范，他们得出的结论是，这一标准将基于对生物危害4级的预防，但要求更严格，以防范可能与地球上已知最小微生物—超微细菌一样小或更小的未知微生物。欧洲航天基金会的研究还建议，如果可能的话，它应被设计为包含更小的基因转移因子，因为火星微生物可能会将脱氧核糖核酸(DNA)转移到地球微生物，一旦二者有共同进化祖先的话。火星样本返回设施还需兼作洁净室设施，以保护样本免受地球污染，防止会混淆样品敏感生命检测测试的可能。
在样本返回前，需要新的检疫法，还需进行环境评估，磋商阿波罗时代不存在的各种其他国内和国际法律。

## 净化程序
对于所有需要净化的航天器任务，洁净室的起点要求为美国联邦标准100级洁净室。 
这些房间每立方英尺所含粒度为0.5微米或更大尺寸的颗粒少于100颗，工程师穿戴仅露出双眼的洁净室套装。组件在组装前应尽可能单独灭菌，装配中需经常用酒精湿巾清洁表面。枯草杆菌孢子的选择不仅是因其易于产生孢子，而且它还是一种用途成熟的模式物种。一种有用的紫外线辐射效果跟踪器，对各种极端条件具有很高的耐受性。因此，它是行星保护的背景下前向污染的重要指示物种。
对于第四类A任务（不搜寻火星生命的火星着陆器），其目标是将探测器表面可能会进入火星环境的细菌孢子水平减少至30万个。所有耐热部件都需经摄氏114度的烘烤灭菌；敏感电子设备，如包括计算机在内的漫游车核心箱，都需密封，并通过高效过滤器通风，以将所有微生物都封闭在内部。
对于更敏感的任务，如第四类C（进入火星特殊区域），需要更高水平的灭菌，类似在海盗号登陆器上实施的水平。海盗号登陆器表面曾经过灭菌，当时被认为适合进入类似今天火星特殊区的潜在生命宜住地。
在微生物学中，通常无法证明没有遗留的活微生物，因为许多微生物要么尚未研究，要么无法培养。相反，灭菌是通过将所存微生物数量降低十倍来完成的。在充分减少10倍数量后，留下的微生物存活率将极低。
两艘海盗号火星着陆器是用烘烤灭菌法灭菌，在初步清洁将生物负载降至类似当今第四类A航天器的水平后，海盗号航天器在摄氏112度、标称125摄氏度条件下烘烤了30小时（即使是航天器封闭部分，在摄氏112度下烘烤5小时也被认为足以使菌群数量减少十倍，因此，这足以使原本较低的菌群数减少一百万倍）。
然而，现代材料通常无法承受这样的温度，特别是因为现代航天器经常使用“现成的商业”组件。所遇到的问题包括只有数个原子厚的纳米材料、塑料封装和导电环氧树脂连接方法等。
此外，许多设备传感器不能暴露在高温下，高温会干扰仪器的关键校准。
因此，需要新的方法对现代航天器进行灭菌，使其达到更高的类别，如类似海盗号的火星第四类C级任务。正在评估或已批准的方法包括：
- 气相过氧化氢-有效，但会影响表面处理、润滑剂和使用芳香环和硫键的材料。美国宇航局/欧空局关于气相过氧化氢使用的规范已得到行星保护官员的批准，但尚未正式公布[50]。
- 环氧乙烷-广泛用于医疗行业，可用于与过氧化氢不相容的材料。目前正考虑应用于如火星太空生物等任务。
- 伽玛射线和电子束被认为是一种灭菌方法，因为它们在医疗行业中被普遍使用。不过需要测试与航天器材料和硬件几何结构的兼容性，目前尚未准备提交审查。

其他一些方法也值得关注，因为它们可在航天器抵达行星后对其进行灭菌。
- 超临界二氧化碳雪（火星）-最有效于微量有机化合物而非整个微生物，但它的优点是能消除有机物痕迹，其他方法在杀死微生物时，会留下可能使生命检测仪器产生混淆的有机物痕迹。喷气推进实验室和欧空局正在研究。
- 通过紫外线辐射进行被动灭菌（火星）[51]，对许多但并非所有微生物都有效，因为在航天器组装设施中发现的一种芽孢杆菌菌株对紫外线辐射特别有抵抗力。由于尘埃和航天器硬件可能造成的遮蔽，这一问题也变得复杂。
- 通过粒子通量进行被动灭菌（木卫二），前往木卫二任务的计划主要依赖于这种方法来降低生物负载。

### 生物负载检测和评估
孢子计数用于间接测量所存在的微生物数量，通常情况下，99%的微生物（按物种划分）并非通过孢子形成，并能在休眠状态下存活。因此，在灭菌过的航天器上，剩余存活的休眠微生物实际数量预计将是孢子形成微生物数量的许多倍。
一种已批准的孢子测定新方法是“快速孢子测定”，这是基于商业快速分析系统，直接检测孢子，而不仅仅是活微生物，并能在5小时而非72小时内给出结果。

### 挑战
长期以来，人们还认识到到，航天器洁净室中生存的极端微生物是唯一能够在探测器中存活的微生物。例如，在最近的一项研究中，“好奇号”火星车拭子中的微生物承受过干燥、紫外线照射、寒冷和极端pH值处理。377株菌株中近11%在一种以上的恶劣条件下存活下来。现已对产生“芽孢杆菌”的抗性孢子基因组进行了研究，并报告了可能与抗性相关的基因组水平特征。
这并不意味着这些微生物已经污染了火星，这只是减少生物负载过程的第一阶段。要污染火星，它们还必须在数月的火星之旅中承受低温、真空、紫外线和电离辐射，然后在火星上遇到栖息地并开始繁殖。这一切是否发生是一个概率问题，行星保护的目的是尽可能降低这种可能性。目前公认的每次任务目标污染概率为低于0.01%以下，虽然在火星的特殊情况下，科学家也依靠火星上的恶劣环境来代替海盗号所用的热处理法。但在目前技术条件下，科学家们还无法将这一概率降到零。

### 新方法
最近批准了两种用于评估航天器表面微生物污染的分子方法：
- 三磷酸腺苷（ATP）检测-这是细胞代谢的关键元素。该方法能够检测不可培养性生物体，也可由非存活生物材料触发，因此会出现“伪阳性”。
- 鲎变形细胞裂解物测定-检测脂多糖（LPS），这种化合物只存在于革兰氏阴性细菌中。标准检测主要分析革兰氏阳性菌的微生物孢子，因此很难将这两种方法联系起来。

## 撞击预防
这尤其适合第三类轨道飞行任务，因为它们的灭菌标准低于地面任务。这也与着陆器有关，因为撞击会给前向污染带来更多机会，而且撞击可能会对计划外目标造成影响，例如火星上的某一特殊区域。
轨道任务的要求是，在它抵达火星轨道后，至少停留20年的概率不低于99%；停留50年的概率不低于95%。如果任务已按照海盗号灭菌标准进行过杀菌处理，则可取消此项要求。
在海盗号时代（1970年代），这一要求以确切的数字给出，即在当前火星探测阶段，任何轨道任务的撞击概率应低于0.003%。
对于同时有着陆器和轨道器的情况，在接近目标的过程中都使用轨道偏置技术。航天器的轨道被设计为，一旦通信中断，它将错过目标。

### 撞击预防的问题
尽管采取了这些措施，但在预防撞击方面还是出现过重大的失误。火星气候探测者号轨道器在1999年因英制和公制单位导致的混乱而在火星坠毁，当时它的灭菌等级仅为III级。行星保护办公室表示，它很可能在大气层中烧毁，但如果坠落到地面，则可能造成前向污染。
火星观察者号是另一艘具有潜在行星污染可能的三级任务探测器。在1993年入轨机动前三天通信中断。它似乎很可能未成功进入环火星轨道，只是在日心轨道上继续飞行。然而，如果它真的成功执行了自动编程，并尝试了机动运行，则就有可能坠毁在火星上。
斯基亚帕雷利着陆器、火星极地着陆者号和深空2号三艘着陆器先后坠落在火星表面，它们都只为一般地面任务做过灭菌，并不适用于特殊区域（仅适用于海盗号预消毒）。火星极地着陆者号和深空2号坠入在极地区域，由于那里可能形成做过液态卤水，这些区域现被视为特殊区域。

## 争议

### 陨石争论
阿尔贝托·费伦（Alberto G. Fairén）和德克·舒尔茨·马库赫（Dirk Schulze-Makuch）在《自然》杂志上发表了一篇文章，建议缩减行星保护措施。他们给出的主要理由是，地球和火星之间的陨石交换意味着地球上任何可以在火星上生存的生命都已到达了那里，反之亦然。
罗伯特·祖布林（Robert Zubrin）使用了类似论点来支持他的观点，即反向污染风险没有科学依据。

### 国家研究理事会的反驳
国家研究理事会在反向污染背景下对陨石论点进行了审查。据认为，所有的火星陨石起源于火星上每数百万年发生的相对较少的撞击。撞击体直径为数公里，在火星上形成的陨石坑直径为几十公里，火星的撞击模型与这些发现相一致。
地球从火星收到了源源不断的陨石流，但它们中大部分并非为原始撞击物，早期太阳系中转移的可能性更大。此外，一些在火星和地球上都能生存的生命形式可能无法在转移的陨石上存活下来。到目前为止，还没有直接证据表明有任何生命以这种方式从火星转移到了地球。
从国家研究理事会得出的结论是，虽然转移可能发生，但陨石交换的证据并不能消除反向污染保护措施的需要。
能够将微生物传送到火星的地球撞击事件也很少发生，直径10公里或更大的撞击体可使碎片穿过地球大气层送入到火星，但这种情况很少发生，可能在早期太阳系中更为常见。

### 终止对火星保护的提议
2013年，阿尔贝托·费伦和德克·舒尔茨·马库赫在发表的论文《火星的过度保护》中建议，我们不再需要保护火星，基本上采用了祖布林的陨石转移论点。现任和前任行星保护官员凯瑟琳·康利（Catharine Conley）和约翰·鲁麦尔（John Rummel）在《自然》杂志的后续文章《火星的适度保护》中，对此予以了反驳。

### 对第五类任务预防措施的批评
科学界的共识是，反向污染通过发病机制或生态破坏产生大规模影响的可能性非常小。尽管如此，从火星返回的样本仍被视为具有潜在的生物危害性，直到科学家能够确认返回的样本是安全的，目标是将火星粒子的释放概率降至百万分之一以下。

## 政策建议

### 非生物污染
2010年，国际空间研究委员会举办了一次研讨会，研究了与保护区域免受非生物污染有关的问题。他们建议空间研究委员会扩大其职权范围，将这些问题包括在内。研讨会的建议包括：
建议3，空间研究委员会应增加一项单独和平行政策，为外层空间和天体的非生物/无生命相关方面的保护要求/最佳做法提供指导。
提出的一些想法包括保护特殊区域，或设立“行星公园”，以保持太阳系各区域的原始状态，以供未来进行科学调查，同时也出于道德原因。

### 进一步的提议
天体生物学家克里斯托弗·麦凯（Christopher McKay）认为，在我们对火星有更好的了解之前，我们的探索在生物学上应该是可逆的，例如，如果迄今为止引入火星的所有微生物都在航天器内处于休眠状态，原则上它们可以在未来被清除，从而使火星完全不受现代地球生命形式的污染。 
在2010年的研讨会上，为未来考虑的建议之一是将污染预防期延长至引入地球的休眠微生物的最大生存期。
“建议4，空间研究委员会应考虑，对潜在本土外星生命的适当保护应包括在被引入的任何地球生物（可能通过人类或机器人活动，包括微生物孢子）最大存活期内，避免对任何宜居环境—无论是现存还是可预见的有害污染”。
就木卫二的情况，也已提出了一种类似的想法，即在我们目前的探索期间，仅保持木卫二不受污染是不够的。或许因为木卫二具有足够的科学价值，使人类有义务保持它的原始状态以供后代研究。这是2000年木卫二专职研究组的主要观点，尽管同一工作组中少数意见认为不需要采取如此强力的保护措施。
“这一观点意味着必须无限期地保护木卫二免受污染，直到能证明没有海洋或生物存在。因此，我们需担心的是，在1000万至1亿年的时间跨度内（木卫二表面的大致年龄），任何污染物质都可能被带入更深冰层或下层海洋”。
2018年7月，美国国家科学院、工程院和医学院发布了一份对行星保护政策制定过程的审查和评估报告。在某种程度上，该报告敦促美国宇航局制定一项涵盖前向和反向污染的广泛战略计划。报告还对尚未被政府机构监管的民间探索活动表示关注。

### 系外天体的保护
德国物理学家克劳迪斯·格罗斯（Claudius Gros）提出的一项建议，即突破摄星项目技术可用于在其它仅短暂宜居的系外行星上建立单细胞生物生物圈，引发了一场讨论，应在多大程度上将行星保护扩展到系外行星。格罗斯认为，恒星际任务延长的时间尺度意味着行星和系外行星的保护有着不同的伦理基础。

## 一般参考
- Sagan, C.; Coleman, S. . Journal of Astronautics and Aeronautics. 1965, 3 (5): 22–27.
- L. I. Tennen. . Advances in Space Research. 2006, 34 (11): 2354–2362. Bibcode:2004AdSpR..34.2354T. doi:10.1016/j.asr.2004.01.018.
- L. Perek. . Advances in Space Research. 2006, 34 (11): 2354–2362. Bibcode:2004AdSpR..34.2368P. doi:10.1016/j.asr.2003.02.066.*J. D. Rummel; P. D. Stabekis; D. L. Devincenzi; J. B. Barengoltz. . Advances in Space Research. 2002, 30 (6): 1567–1571. Bibcode:2002AdSpR..30.1567R. doi:10.1016/S0273-1177(02)00479-9.
- D. L. DeVincenzi; P. Stabekis & J. Barengoltz. . Advances in Space Research. 1996, 18 (1–2): 311–316. Bibcode:1996AdSpR..18..311D. PMID 11538978. doi:10.1016/0273-1177(95)00821-U.
- J. Barengoltz & P. D. Stabekis. . Advances in Space Research. 1983, 3 (8): 5–12. Bibcode:1983AdSpR...3....5B. doi:10.1016/0273-1177(83)90166-7.
- L. P. Daspit; Stern; Cortright. . Acta Astronautica. 1975, 2 (7–8): 649–666. Bibcode:1975AcAau...2..649D. doi:10.1016/0094-5765(75)90007-7.